# Beñat Intxausti

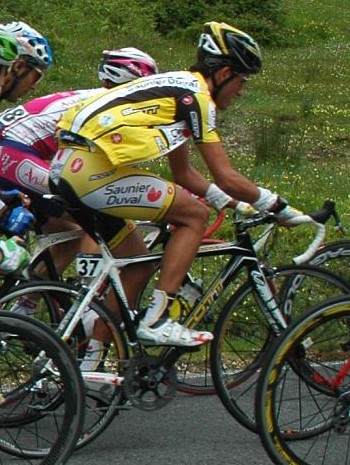
Beñat Intxausti pendant la Bicyclette basque 2008.

Beñat Intxausti Elorriaga (né le 20 mars 1986 à Amorebieta-Etxano) est un coureur cycliste espagnol, professionnel entre 2007 et 2019. Il a notamment remporté deux étapes du Tour d'Italie.

## Biographie

### Jeunesse et carrière amateur
Vainqueur de la Subida a Gorla et d'une étape du Tour de la Bidassoa en 2006 chez les amateurs, Beñat Intxausti passe professionnel en 2007 dans l'équipe Grupo Nicolás Mateos. En septembre, il est sélectionné en équipe d'Espagne pour participer au Tour de l'Avenir. Il se classe troisième de l'étape de Super-Besse et termine cinquième du classement général.

### 2008-2009: Saunier Duval-Scott/Scott-American Beef/Fuji-Servetto
En 2008, il signe un contrat de trois ans avec l'équipe ProTour Saunier Duval-Scott.

### 2010: Eustakel-Euskadi
Il rejoint l'équipe Euskaltel-Euskadi en 2010. Au sein de l'équipe basque, il termine deuxième du Tour du Pays basque à la suite du déclassement d'Alejandro Valverde et remporte une étape du Tour des Asturies. Fin août, il s'engage pour 3 ans au sein de l'équipe Movistar, dont le sponsor succède à la Caisse d'Épargne.

### 2011-2015: Movistar

#### 2011
Le 23 mai 2011, lors du stage en altitude dans la Sierra Nevada d'avant Tour de France, son compagnon d'entrainement Xavier Tondo sort les vélos pour partir au moment de refermer la porte du garage, celle-ci retombe brutalement coinçant Tondó entre la portière et la porte. Intxausti tente de porter secours à son coéquipier mais il est trop tard, Tondó a été tué sur le coup étranglé par la portière. Aligné sur le Tour de France, il abandonne lors de la 8e étape à la suite d'une chute lors d'une précédente étape qui lui avait fracturé un radius. Présent ensuite sur la Vuelta, il y chute également mais termine la course au 86e rang.

#### 2012
À la suite du Tour des Asturies 2012 qu'il remporte, Intxausti participe au Tour d'Italie. Deuxième de la 8e étape à 23 secondes de Domenico Pozzovivo, Intxausti se place alors en cinquième place du classement général à 35 secondes de Ryder Hesjedal. Sixième du classement général à l'issue de la 18e étape, il perd le lendemain toute chance d'obtenir un bon classement sur ce Giro en concédant plus de 40 minutes aux premiers du classement. Intxausti termine ce Giro à la 38e place.

#### 2013: victoire d'étape et un jour un rose sur le Giro
En 2013, Intxausti est à nouveau au départ du Tour d'Italie. Il porte le maillot rose pendant la huitième étape. Une semaine plus tard, il remporte la 16e étape et termine 8e du classement général. Durant l'été, il dispute le Tour d'Espagne en tant qu'équipier d'Alejandro Valverde, troisième du classement général. Il termine sa saison au Tour de Pékin. Il gagne l'« étape-reine » de cette course en attaquant seul dans le final et s'impose au classement général.
À l'issue de la saison 2013, le contrat qui le lie à Movistar est prolongé pour les deux années suivantes.

#### 2014-2015: nouvelle victoire d'étape sur le Giro
Intxausti connaît une année 2014 qu'il juge décevante. Remplissant la plupart du temps un rôle d'équipier, il a peu d'opportunités de jouer sa propre chance. Ses meilleurs résultats sont la sixième place du Tour de Romandie en mai et la troisième place du Tour de Pologne, où il est deux fois deuxième d'étapes, en août. Entre-temps, il est équipier d'Alejandro Valverde au Tour de France. Il termine pour la première fois cette course mais, malade, il ne peut aider Valverde (quatrième du classement général) autant qu'espéré.
Lors du Tour d'Italie 2015, il gagne à nouveau une étape en s'imposant en solitaire lors la difficile arrivée en montagne de Campitello Matese.

### 2016-2018: Sky
En septembre 2015, le transfert d'Intxausti dans l'équipe Sky est annoncé. Le coureur signe un contrat de deux ans avec la formation britannique.
Sa saison 2016 est cependant arrêtée dès le mois de février à cause d'une mononucléose. Il fait un bref retour à l'occasion du Tour de Slovénie et du Tour de Pologne, puis à l'été 2017 lors de la Classique de Saint-Sébastien. Il se teste en fin de saison 2017 au Tour du Guangxi en vue d'un retour en 2018, en n'ayant disputé que 18 jours de compétition en deux ans. Après cette course qu'il abandonne lors de la deuxième étape, il est de nouveau privé de compétition en raison de sa maladie pendant plusieurs mois.

### 2019: fin de carrière
Il rejoint l'équipe Euskadi-Murias en 2019 dans l'espoir de récupérer de sa maladie et de rejoindre à nouveau le WorldTour. Toujours gêné par le Virus d'Epstein-Barr, il prend sa retraite en début d'année 2020,.
En 2021, il devient directeur sportif au sein du club basque Eiser Hirumet.

## Palmarès et classements mondiaux

### Palmarès amateur
| - 2003 - 2e de la Bizkaiko Itzulia - 2004 - 2e du championnat de Biscaye sur route juniors - 2005 - Torneo Lehendakari - Premio Elorrio - 3e étape du Tour de Salamanque - 2e du San Bartolomé Saria - 2e du Circuito Sollube - 3e de l'Ereñoko Udala Sari Nagusia - 3e du Premio Primavera - 3e du Mémorial Sabin Foruria - 3e du Mémorial Etxaniz | - 2006 - Champion de Biscaye sur route espoirs - Champion de Biscaye du contre-la-montre espoirs - Subida a Gorla - Loinaz Proba - 3e étape du Tour de la Bidassoa - Mémorial Avelino Camacho - 2e de l'Ereñoko Udala Sari Nagusia - 2e du Laukizko Udala Saria - 2e du Tour de la Bidassoa - 2e de la Klasika Lemoiz |  |

### Palmarès professionnel
| - 2010 - 3eb étape du Tour des Asturies - 2e du Tour du Pays basque - 3e du Tour des Asturies - 2011 - 3e étape du Tour de Burgos (contre-la-montre par équipes) - 4e du Tour du Pays basque - 5e du Tour de Romandie - 2012 - Classement général du Tour des Asturies - 1re étape du Tour d'Espagne (contre-la-montre par équipes) - 10e du Tour d'Espagne - 2013 - 16e étape du Tour d'Italie - Tour de Pékin : - Classement général - 4e étape - 8e du Tour du Pays basque - 8e du Tour d'Italie | - 2014 - 3e du Tour de Pologne - 6e du Tour de Romandie - 2015 - 8e étape du Tour d'Italie - 2e du Tour de Castille-et-León - 3e du Tour d'Andalousie - 3e du Grand Prix Miguel Indurain - 4e du Critérium du Dauphiné - 2016 - 3e du Tour de la Communauté valencienne |  |

### Résultats sur les grands tours

#### Tour de France
2 participations
- 2011 : abandon (8e étape)
- 2014 : 114e

#### Tour d'Italie
3 participations
- 2012 : 38e
- 2013 : 8e, vainqueur de la 16e étape,  maillot rose pendant 1 jour
- 2015 : 29e, vainqueur de la 8e étape

#### Tour d'Espagne
5 participations
- 2009 : 60e
- 2010 : abandon (15e étape)
- 2011 : 86e
- 2012 : 10e, vainqueur de la 1re étape (contre-la-montre par équipes)
- 2013 : 87e

### Classements mondiaux
| Année                                 | 2006 | 2007 | 2008 | 2009 | 2010 | 2011 | 2012 | 2013 | 2014 | 2015 | 2016 | 2017 | 2018  | 2019  |
| ------------------------------------- | ---- | ---- | ---- | ---- | ---- | ---- | ---- | ---- | ---- | ---- | ---- | ---- | ----- | ----- |
| Calendrier mondial                    |      |      |      | nc   | 63e  |      |      |      |      |      |      |      |       |       |
| UCI World Tour                        |      |      |      |      |      | 37e  | 84e  | 22e  | 44e  | 53e  | nc   | nc   | nc    |       |
| Classement mondial                    |      |      |      |      |      |      |      |      |      |      | 791e | nc   | 2327e | 3061e |
| UCI Europe Tour                       | 897e | 619e |      |      |      |      |      |      |      |      | 502e | nc   | 1564e | 1883e |
|                                       |      |      |      |      |      |      |      |      |      |      |      |      |       |       |
| Légende : nc = non classéSource : UCI |      |      |      |      |      |      |      |      |      |      |      |      |       |       |